# Heterostemma vasudevanii
Heterostemma vasudevanii är en oleanderväxtart som beskrevs av K. Swarupanandan och J.K. Mangaly. Heterostemma vasudevanii ingår i släktet Heterostemma och familjen oleanderväxter. Inga underarter finns listade i Catalogue of Life.